# Madeirasauce

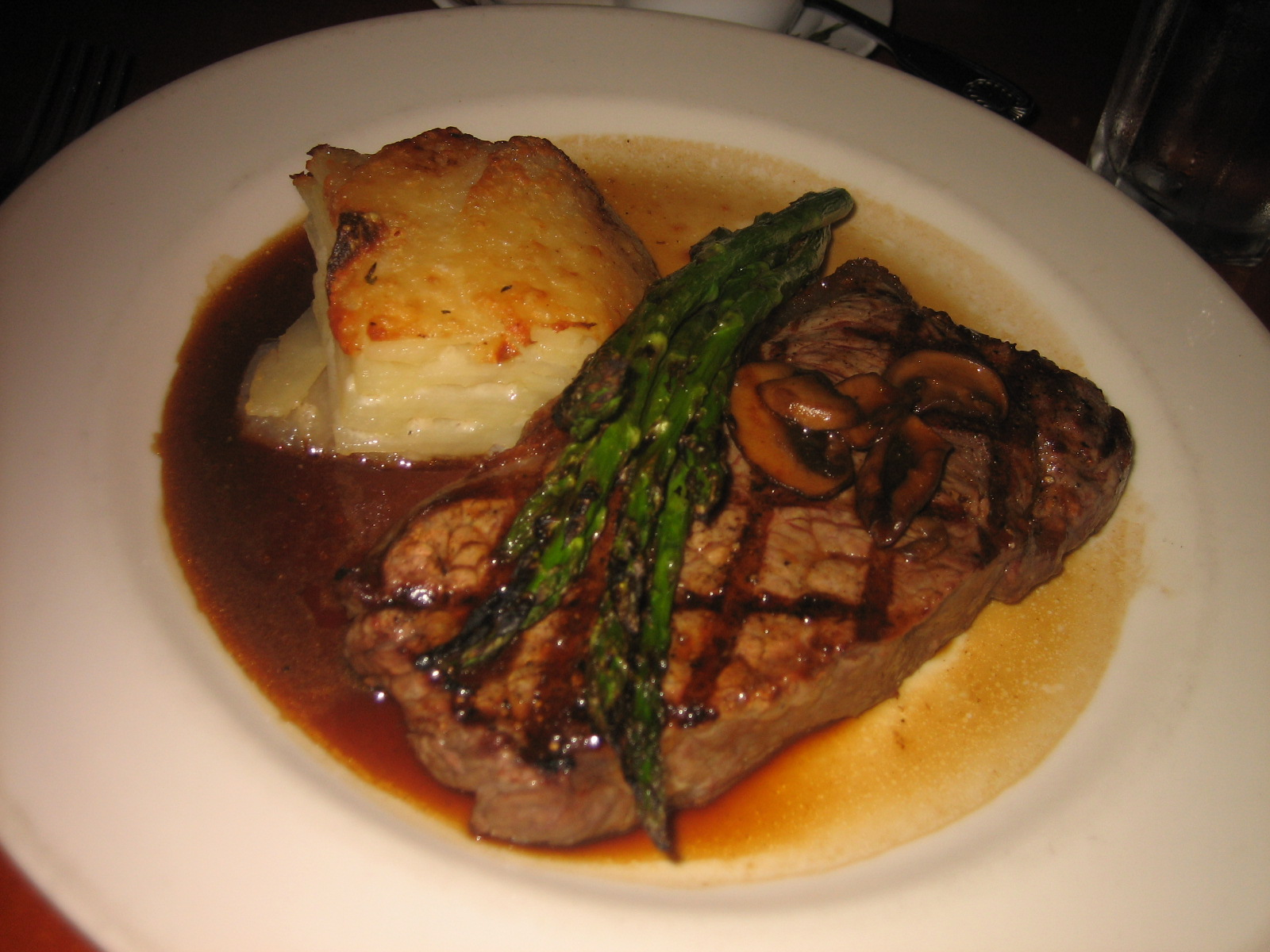
Steak in Madeira-Sauce

Madeirasauce bzw. Madeira-Sauce oder Sauce madère ist eine dunkle Bratensauce der klassischen französischen Küche. Ihr typisches Aroma beruht auf der Zugabe des Likörweins Madeira.
Je nach Rezept dienen als Basis entweder mit Mehl braun geröstete Zwiebeln, die mit Wasser und Weißwein sowie Kräutern wie Petersilie, Thymian, Rosmarin und Lorbeer durchgekocht werden, oder ein mit Kalbsfond abgelöschter und leicht gebundener Bratensatz. Die entstandene Flüssigkeit wird durch ein Sieb gestrichen, der Madeira hinzugefügt und alles noch einmal erhitzt, aber nicht mehr gekocht.
Serviert wird Madeirasauce zu gebratenem Fleisch und Geflügel, auch zu gebratenen Innereien wie Kalbshirn, Zunge oder Geflügelleber.
Klassisch ist die Beigabe zu im Sud gargezogener (meist gepökelter) Kalbs- oder Rinderzunge.